# Nestor (geslacht)
Nestor is een geslacht uit de familie Strigopidae van de papegaaiachtigen. Het is het enige geslacht in de onderfamilie Nestorinae en bestaat uit twee soorten die voorkomen in Nieuw-Zeeland, de kaka (Nestor meridionalis) en de kea (Nestor notabilis).
Een derde soort die leefde op Norfolk en Phillip Island, de Norfolkkaka (Nestor productus) is in 1851 uitgestorven. Verder bleken botjes die op de Chathameilanden werden gevonden waarschijnlijk ook te behoren tot een uitgestorven soort kaka, de Chatham-eilandkaka.

## Soorten
- Nestor meridionalis – Kaka
- Nestor notabilis – Kea

### Uitgestorven
- † Nestor chathamensis – Chatham-eilandkaka
- † Nestor productus – Norfolkkaka